# Erengisle Näskonungsson

vapen för ätten Natt och Dag

Erengisle Näskonungsson, död 30 mars 1328, var en svensk marsk och riksråd.

## Biografi
Erengisle Näskonungsson och hans bror Karl Näskonungsson har i äldre litteratur angetts vara söner till den 1281 omtalade riddaren Näskonung Bengtsson och tillhörde då troligen en äldre gren av ätten Natt och Dag. Liksom sin bror förde han ett vapen med en delad sköld liknande ätten Natt och Dag. Han var redan 1319 riksråd och framstod då som anhängare till Ingeborg Håkansdotters parti. Han bytte dock sida, troligen 1322 och det var antagligen i samband med detta han utnämndes till marsk. Ännu 1326 omtalas han som väpnare men slås kort därefter till riddare, troligen 21 juni 1327. Erengisle Näskonungsson har i litteraturen uppgetts vara gift med Kristina Petersdotter av Aspenäsätten. Några dokument som belägger detta finns inte, men åtminstone hans bror Karl var gift med hennes syster. I Mats Kettilmundssons testamente omtalas en hustru till Erengisle Näskonungsson men utan att benämnas med namn. Erengisle Näskonungsson och brodern Karl ingick även i den tolvmanna nämnd som i på 1320-talet fick i uppgift att omarbeta Södermannalagen.
Efter sin död omtalas han 1336 i samband med att hans son dömdes att lämna ersättning för varor på ett fartyg från Lübeck i Pernaus hamn som Erengisle Näskonungsson skulle ha tillskansat sig. Ett brev 1339 omtalas de stora jordegendomar som Erengisle Näskonungsson skänkt till Nydala kloster.

### Familj
Erengisle Näskonungsson var 1322 gift med Kristina Pedersdotter (Peter Ragnvaldssons ätt), dotter till riddaren Peter Ragnvaldsson (Peter Ragnvaldssons ätt) och Birgitta Jonsdotter (Blåsläkten). De fick tillsammans sonen Erengisle Erengislesson (levde 1349). Efter Erengisle Näskonungssons död gifte Kristina Pedersdotter som sig med riddaren och lagmannen Gustav Arvidsson (Sparre av Vik) i Södermanlands lagsaga.